# Garifuna sinuata
Garifuna sinuata Mathis, 1997 è un insetto tropicale della famiglia Ephydridae (Diptera: Schizophora), endemico dell'America centrale. È l'unica specie del genere Garifuna Mathis, 1997.
Il nome Garifuna, attribuito al genere, deriva da quello in uso in Guatemala, Honduras e Belize per indicare il gruppo etnico degli Zambo, composto da meticci di origine africana e amerindia. Il nome sinuata è ispirato dalla singolare conformazione del ramo R2+3 della vena radiale.

## Descrizione
Gli adulti sono piccoli moscerini lunghi 1–2 mm, con tegumento microtomentoso e livrea opaca, di colore variabile dal bruno al giallo-bruno. Morfologicamente sono simili a quelli dei generi Nostima, Lemnaphila e Philygria, con cui condivide lo sviluppo delle setole dorsocentrali e la conformazione e disposizione delle setole notopleurali. Si distingue dal resto degli Hyadinini per la pigmentazione maculata delle ali e per la conformazione della vena R2+3.
Il capo ha fronte ampia, occhi grandi, faccia e parafacce strette, gene basse. Antenne con arista pettinata, relativamente lunga, recante 8-9 rami dorsali. La chetotassi è ridotta per l'assenza di alcune tipiche setole, generalmente presenti fra gli Efidridi:
- setole fronto-orbitali assenti;
- setole ocellari presenti, moderatamente sviluppate;
- setole pseudopostocellari presenti, ma brevi e deboli;
- setole verticali esterne assenti, verticali interne ben sviluppate e leggermente incurvate all'interno e in avanti;
- setole facciali brevi, allineate ai margini della faccia, parallelamente alle parafacce;
- setole genuali irrilevanti.

Schema della nervatura alare
Fratture costali: hb: frattura omerale; sb: frattura subcostale.
Nervature longitudinali: C: costa; Sc: subcosta; R: radio; M: media; Cu: cubito.
Nervature trasversali: h: omerale; r-m: radio-mediale; dm-cu: medio-cubitale discale.
Cellule: br: 1ª basale; bm+dm: 2ª basale fusa con la discale.

Il torace è bruno, con sfumature più chiare o più scure, secondo l'area, sulle pleure. La chetotassi è così composta:
- setole acrosticali brevi, allineate in due serie; setole prescutellari non differenziate;
- setole dorsocentrali tre, moderatamente sviluppate; quella anteriore è presuturale ma posizionata appena prima della sutura trasversa, quella posteriore è spostata più all'esterno rispetto all'allineamento;
- setole omerali e sopralari assenti;
- setole notopleurali due, quella posteriore più lunga e inserita più in alto rispetto all'anteriore;
- setole postalari una;
- setole scutellari due;
- setole anepisternali e katepisternali una per ciascuno sclerite.

Le ali sono ialine e leggermente offuscate, ma presentano una caratteristica pigmentazione a chiazze alternate, scure e chiare, lungo il margine costale. La costa si estende fino alla terminazione della media, la vena R2+3 è breve e termina sul tratto mediano del margine costale e presenta una caratteristica conformazione per il percorso sinuoso nel tratto terminale. Una conformazione sinuosa, meno marcata, si riscontra anche nella vena CuA1. Il resto della nervatura riassume la morfologia ricorrente nella generalità degli Efidridi.
L'addome è uniformemente bruno-nerastro, composto da cinque uriti apparenti. Tergiti di lunghezza crescente dal secondo-terzo al quinto. Epandrio ridotto, ipandrio oblungo.

## Biologia e habitat
Le informazioni fornite da Mathis (1997) non contengono riferimenti e non formulano ipotesi sulla biologia di questa specie. Restano inoltre sconosciuti gli stadi giovanili. In merito all'habitat, l'Autore fornisce una descrizione della stazione in cui fu prelevato l'olotipo: il sito distava circa 150 metri da uno specchio d'acqua dolce che riempiva una depressione immersa nella mangrovia. Sulle rive erano presenti ammassi di alghe.

## Sistematica
Il genere e la specie sono stati descritti da Mathis (1997) nell'ambito di un lavoro concernente l'entomofauna degli Efidridi della barriera corallina del Belize. Sulla base dell'affinità morfologica con Philygra, Lemnaphila e Nostima, l'Autore ha classificato il genere nella tribù dei Philygriini (=Hyadinini).
Pur confermando l'affinità morfologica con i suddetti generi, rafforzata dalla cladistica, Edminston & Mathis (2005) hanno espresso successivamente dei dubbi, in merito allo status tassonomico di Garifuna. Dal lavoro di Edminston & Mathis, dedicato principalmente alla sistematica del genere Nostima, si estrapolano le seguenti considerazioni:
- ferma restando l'appartenenza alla sottofamiglia delle Ilytheinae, vi sono dubbi sull'effettiva collocazione di Garifuna nell'ambito della ripartizione in tribù: la conformazione dei cerci nei maschi, non fusi con l'epandrio, è un carattere ricorrente in altri Hyadinini, tuttavia, la disposizione delle setole acrosticali in due file è un carattere tipico della tribù degli Ilytheini[3];
- il fondamento della relazione fra i generi Philygria, Garifuna e Nostima, basato sulla conformazione della chetotassi acrosticale e della morfologia degli uriti genitali del maschi, non è particolarmente solido a causa della difficoltà intrinseche di un'analisi comparata: le setole acrosticali, allineate in due serie in Garifuna e nella generalità delle Ilytheinae, sono ridotte ad una singola fila in Philygria e sono del tutto assenti in Nostima; l'assenza di fusione dei cerci con l'epandrio, inoltre, è un carattere che non si presenta in tutte le specie del genere Nostima[3];
- l'analisi cladistica supporterebbe la stretta relazione fra Nostima e Garifuna, i quali formano una linea monofiletica in rapporto al clade composto dal genere Philygria; l'affinità filogenetica è tale da giustificare un'eventuale riduzione di Garifuna a sinonimo minore di Nostima[4].

In definitiva, i due Autori ribadiscono che le questioni relative all'inquadramento tassonomico di Nostima e Garifuna nell'ambito delle Ilytheinae e dell'effettiva relazione con Philygria sono aspetti ancora incerti e che necessitano di ulteriori studi. Tuttavia, la risoluzione di tali questioni esulava dalla finalità principale del loro lavoro, perciò hanno confermato formalmente le impostazioni tassonomiche precedenti, trattando i tre generi come distinti e compresi nella tribù degli Hyadinini.

## Distribuzione
Garifuna sinuata è esclusiva dell'ecozona neotropicale e gli unici esemplari di cui si dispone sono stati ritrovati in due distinte stazioni del Centro America. L'olotipo è stato raccolto nel 1993 da Mathis in un cay delle isole Turneffe, nella barriera corallina del Belize. Altri esemplari furono invece ritrovati nel 1958 da Wheeler presso Balboa, nel Canale di Panama.